# Dicranella kiushiana
Dicranella kiushiana là một loài rêu trong họ Dicranaceae. Loài này được Sakurai mô tả khoa học đầu tiên năm 1937.